# Jean Carlos Cedeño
Jean Carlos Cedeño Preciado (7 settembre 1985) è un calciatore panamense, centrocampista del Chorrillo.

## Carriera

### Club
Comincia a giocare nel Chorrillo, in cui milita fino al 2010. Nel 2010 si trasferisce allo Juventud Retalteca. Nel 2011 torna al Chorrillo. Nel 2012 passa all'Allianza Panama. Nel 2014 viene acquistato dall'Arabe Unido. Nel gennaio 2016 si trasferisce all'Atletico Nacional. Nel gennaio 2017 viene acquistato dal Chorrillo.

### Nazionale
Debutta in Nazionale il 18 dicembre 2010, nell'amichevole Honduras-Panama (2-1). Ha collezionato in totale, con la maglia della Nazionale, 21 presenze.